# Sigmund von Riezler
Sigmund von Riezler, född 2 maj 1843 i München,  död 28 januari 1927 i Ambach, var en bayersk historiker.
Riezler var 1871-1882 föreståndare för det fürstenbergska arkivet och biblioteket i Donaueschingen, blev 1883 överbibliotekarie vid bayerska hov- och statsbiblioteket i München, 1885 föreståndare för Maximilianeum och 1898 professor i bayersk historia vid Münchens universitet. Han adlades 1901. 
Riezlers främsta arbete är hans banbrytande Geschichte Baierns, som i åtta delar (1878-1914) omfattar tiden till år 1726; den belönades 1909 med Verdunpriset. Han författade även en mängd smärre specialarbeten i bayersk historia, bland annat Die bayerische Politik im schmalkaldischen Kriege (1895), Die Landnahme der Baiuwaren (1921) och Geschichte des fürstlichen Hauses Fürstenberg (1883; går till 1509). Han verkade även som urkundsutgivare.